# Elezioni legislative in Francia del 1973
Le elezioni legislative in Francia del 1973 si sono tenute il 4 (primo turno) e l'11 marzo (secondo turno) per l'elezione dei 490 deputati della V legislatura all'Assemblée nationale. Esse si sono svolte alla naturale scadenza della IV legislatura (1968-1973) e hanno visto la vittoria della Maggioranza presidenziale, nell'ambito di una coalizione di centro destra. Primo ministro è stato quindi riconfermato, per un secondo governo, Pierre Messmer, che era stato nominato a questa funzione nel 1972 (Governo Messmer I).

## Contesto
Il panorama politico francese era molto cambiato rispetto alle precedenti elezioni legislative del 1968.
- Furono le prime elezioni della Quinta Repubblica francese senza il suo principale esponente, Charles de Gaulle, dimessosi dalla presidenza della Repubblica nel 1969 dopo la sconfitta nel referendum sulla regionalizzazione; in sua sostituzione, nelle elezioni presidenziali del 1969, era stato eletto Presidente della Repubblica Georges Pompidou.
- Per la prima volta, partecipava ad una competizione elettorale il Partito Socialista, nato nel 1969 (congresso di Alfortville e congresso di Issy-les-Moulineaux, processo completato poi congresso di Epinay nel 1971) con la fusione tra la Sezione Francese dell'Internazionale Operaia ed alcuni movimenti di sinistra (non comunisti).
- Debuttò il Movimento della Sinistra radical-socialista, sorto a seguito di una scissione dal Partito Radicale.
- Per la prima volta si presentò il Fronte Nazionale di Jean Marie Le Pen, senza tuttavia conseguire risultati significativi.
- Il centro si presentava in maniera indipendente sotto la coalizione Mouvement réformateur, che comprendeva il Centro democratico, il Partito radicale valoisien, il Centro repubblicano, il Movimento nazionale Progresso e Libertà, il Partito della democrazia socialista, il Partito social-democratico e il Partito liberale europeo.

## Risultati
| Liste | I turno                               | I turno               | II turno                               | II turno              | Seggi         |
| Liste | Voti                                  | %                     | Voti                                   | %                     | Seggi         |
| --- | ------------------------------------- | --------------------- | -------------------------------------- | --------------------- | ------------- |
| Union des républicains de progrès • Unione dei Democratici per la Repubblica • Repubblicani Indipendenti • Centro, Democrazia e Progresso | 8.224.548 5.684.396 1.656.191 883.961 | 34,63 23,93 6,97 3,72 | 10.701.135 6.700.397 1.658.060 841.576 | 50,12 31,38 7,77 3,94 | 251 178 53 20 |
| Partito Comunista Francese | 5.085.108                             | 21,39                 | 4.401.561                              | 20,62                 | 73            |
| Partito Socialista - MRG | 4.559.241                             | 19,18                 | 4.722.886                              | 22,12                 | 89            |
| Movimento Riformatore | 2.979.781                             | 12,54                 | 1.305.317                              | 6,11                  | 27            |
| Maggioranza presidenziale | 784.735                               | 3,30                  | 673.027                                | 3,15                  | 9             |
| Estrema sinistra (include PSU) | 778.195                               | 3,30                  | 85.676                                 | 0,40                  | 2             |
| Divers droite | 671.505                               | 2,38                  | 139.236                                | 0,65                  | 5             |
| Divers gauche | 668.100                               | 2,81                  | 823.084                                | 3,86                  | 17            |
| Totale | 23.751.213                            |                       | 21.350.820                             |                       | 473           |
| Francia d'oltremare | Francia d'oltremare                   | Francia d'oltremare   | Francia d'oltremare                    | Francia d'oltremare   | 17            |
| Totale | Totale                                | Totale                | Totale                                 | Totale                | 490           |

## Composizione dei gruppi
All'inaugurazione della legislatura l'Assemblea nazionale era composta come di seguito indicato.
| Gruppo                                   | Membri | Apparentati | Totale | Partiti                       |
| ---------------------------------------- | ------ | ----------- | ------ | ----------------------------- |
| Unione dei Democratici per la Repubblica | 162    | 21          | 183    | UDR                           |
| Socialista e Radicale di Sinistra        | 100    | 2           | 102    | PS                            |
| Comunista                                | 73     | -           | 73     | PCF                           |
| Repubblicani Indipendenti                | 51     | 4           | 55     | RI                            |
| Riformatori Democratici Sociali          | 30     | 4           | 34     | Movimento Riformatore         |
| Unione Centrista                         | 30     | -           | 30     | Centro Democrazia e Progresso |
| Non iscritti                             | 13     | -           | 13     |                               |
| Totale                                   | 459    | 31          | 490    |                               |

- Nel luglio 1974 i gruppi "Réformateurs Démocrates Sociaux" e "Union Centriste" si fondono per formare il gruppo "Réformateurs, des Centristes et des Démocrates Sociaux" (RCDS).
- Nel dicembre 1976 il gruppo "Union des Démocrates pour la République" diventa il gruppo "Rassemblement pour la République" (RPR).